# Oorlogsrecht
Oorlogsrecht is deel van het internationaal recht, en omvat verschillende rechtsgebieden die met oorlogen of gewapende conflicten te maken hebben. 

## Internationaal oorlogsrecht
Binnen het internationaal oorlogsrecht onderscheidt men twee vormen van recht. Enerzijds is er het recht dat zich bezighoudt met de voorwaarden voor het voeren van een gewapend conflict. Dit wordt het ius ad bellum genoemd. Daarnaast is er een rechtsgebied dat minimale voorwaarden stelt aan het optreden in de oorlog: het ius in bello. Omdat daarbij met name van belang is hoe er met menselijke factoren omgegaan moet worden (krijgsgevangenen, burgers, etc.) wordt dit gebied van het internationaal oorlogsrecht in het algemeen aangeduid als internationaal humanitair recht. Soms wordt het internationaal humanitair recht ook kortweg aangeduid als oorlogsrecht.

## Oorlogsstrafrecht
Het oorlogsstrafrecht ziet toe op de vervolging van oorlogsmisdaden. In Nederland is dit onder meer geregeld in de Wet oorlogsstrafrecht (Stb. 1952). Sommige onderdelen van de noodwetgeving behoren tot het oorlogsrecht. 